# Ranunculoideae
Ranunculoideae este o subfamilie a familiei Ranunculaceae.